# Torigni-sur-Vire
Torigni-sur-Vire è un comune francese di 2 442 abitanti situato nel dipartimento della Manica nella regione della Normandia.

## Storia

### Simboli
Lo stemma di Torigni-sur-Vire è stato adottato nel 1841 e si blasona:

## Società

### Evoluzione demografica
Abitanti censiti